# Cedar Grove (Florida)
Cedar Grove statisztikai település az USA Florida államában, Bay megyében. Lakosainak száma 3148 fő (2020. április 1.).

## Népesség
A település népességének változása:

| 2010 | 3 397 |
| 2020 | 3 148 |